# Ivan Valant
Ivan Valant (* 21. Oktober 1909 in Ljubljana; † Februar 1999) war ein Radrennfahrer aus dem früheren Jugoslawien.

## Sportliche Laufbahn
Valant war Straßenradsportler und stammte aus dem slowenischen Teil des Landes. Er war Teilnehmer der Olympischen Sommerspiele 1936 in Berlin.
Bei den Olympischen Sommerspielen 1936 wurde er im olympischen Straßenrennen beim Sieg von Robert Charpentier gemeinsam mit dem großen Hauptfeld auf dem 16. Rang klassiert. Jugoslawien kam mit August Prosenik, Franjo Gartner, Ivan Valant und Josip Pokupec nicht in die Mannschaftswertung.
1947 wurde er Zweiter der Jugoslawien-Rundfahrt hinter Aleksandar Strain.